# Patrick Brennan
Patrick Brennan (né le 29 juillet 1877 en Irlande et mort le 1er mai 1961 à Montréal (Québec), est un joueur canadien de crosse.

## Biographie
Patrick Brennan, joueur du Shamrock Lacrosse Club de Montréal, fait partie de l'équipe nationale canadienne sacrée championne olympique de crosse aux Jeux olympiques d'été de 1908 à Londres.